# Пономарёв, Александр Владимирович (продюсер)
Александр Владимирович Пономарёв (прозвище «Хип») (род. 17 сентября 1961, Фрунзе) — российский музыкальный продюсер, юрист.

## Карьера
В детстве играл на фортепиано. Окончил Институт гражданской авиации в Киеве. Работал в прокуратуре экспертом-криминалистом в городе Рязань, в котором оказался по распределению после окончания института и окончив юридические курсы. В Рязани он начал организовывать дискотеки и «подпольные концерты» и стал продюсером группы «Зодчие» (солисты — Ю. Лоза и В. Сюткин). В 1994 году стал музыкальным директором группы «Браво», потом работал с группой «Наутилус Помпилиус» (1994—1997), с 1997 по июнь 2009 года — продюсер группы «Сплин», с 2000 по 2006 год — одновременно работал с «Би-2». Сотрудничал с проектами «Сети» (2001—2003), «Ночные снайперы» (2002—2003), «Кометы» (2005—2007), «Вельвет» (2005—2007), «Знаки» (2005—2007), «Море!» (2006—2007), «Небесная канцелярия» (2006—2008), «Jack Action» (2008—2010), «Касабланка» (2008—2009), «Слайд» (2008—2009), «Альбион» (2011—2012) и «Летать!» (2016—2019). С 2020 года является продюсером певицы Таши Тарусовой. Имеет прозвище «Хип».